# ランシュタット
ランシュタット (ドイツ語: Ranstadt) は、ドイツ連邦共和国ヘッセン州ヴェッテラウ郡に属す町村（以下、本項では便宜上「町」と記述する）である。

## 地理
ランシュタットは、海抜 134 m に位置している。この町はヴェッテラウ郡の中央部、ヴェッテラウからフォーゲルスベルク山地への移行地域に位置している。最寄りの大きな町は、西から時計回りにフリートベルク (ヘッセン) (17 km)、バート・ナウハイム (20 km)、ニッダ (6 km)、ビューディンゲン (15 km) がある。さらに重要な周辺都市は、フランクフルト・アム・マイン、ハーナウ、ギーセンである。特にフランクフルト空港（自動車で約 40分）を有するフランクフルト・アム・マインは、通勤客や旅行客にとって重要である。

### 隣接する市町村
ランシュタットは、北はニッダ、東はオルテンベルク、南東はグラウブルク、南はフロールシュタット、西はライヒェルスハイムおよびエヒツェル（いずれもヴェッテラウ郡）と境を接している。

### 自治体の構成
この町は、ベルムート、ボーベンハウゼン I、ダウエルンハイム、オーバー＝モックシュタット、ランシュタットの各地区からなっている。これらの地区はいずれもニッダ川やライスバッハ川の谷に位置する田舎風の住宅地である。

## 歴史

### 中世
ランシュタットの最も古い文献記録は、750年から802年の間に作成されたフルダ修道院の文書であり、Ramstat と記録されている。中世から近世にかけてランシュタットは、ヴェッテラウ伯連合に加盟する 3人の領主による共同主権地域に属した。教会組織上、ランシュタットは、マインツ大司教区のモックシュタット聖堂参事会付属教会の管轄下に属していた。中間管理職は、マインツの聖マリア・アド・グラドゥス教会の助祭長が務めた。

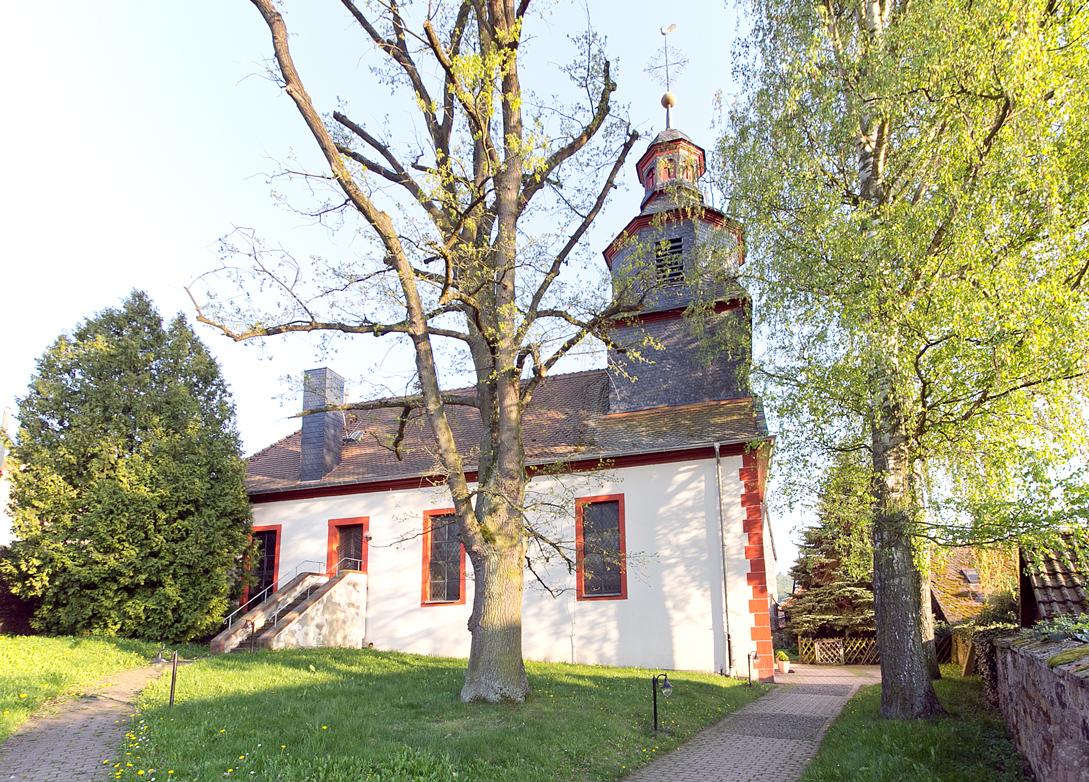
ランシュタットの福音主義教会

### 近世
共同統治の3人の領主はいずれも宗教改革を敢行したため、ランシュタットもルター派の村となった。1556年に独自の教区が設けられた。1601年に共同統治地域の分割が行われ、ランシュタットはシュトルベルク＝ゲーデルン伯領となり、その「アムト・オルテンベルク」に組み込まれた。

### 近現代
1806年に、ランシュタットを含むシュトルベルク伯領はヘッセン大公国に併合された。ここでは、ランシュタットは陪臣化されたアムト・ゲーデルンに属した。大公国政府は、1821年にラントラーツベツィルク・ニッダを設け、ランシュタットもこれに含まれた。このラントラーツベツィルクは、1832年からクライス・ニッダ（ニッダ郡）と呼ばれることになった。1848年のドイツ革命によって、短い期間ではあったがレギールングスベツィルク・ニッダ（ニッダ県）が設立されたが、1852年にニッダ郡に戻された。1874年にこの村はビューディンゲン郡に移管された。

### 町村合併
ヘッセン州の地域再編を契機に、1971年10月1日にベルムート、ボーベンハウゼン I、ダウエルンハイム、オーバー＝モックシュタットがランシュタットに合併した。

## 行政

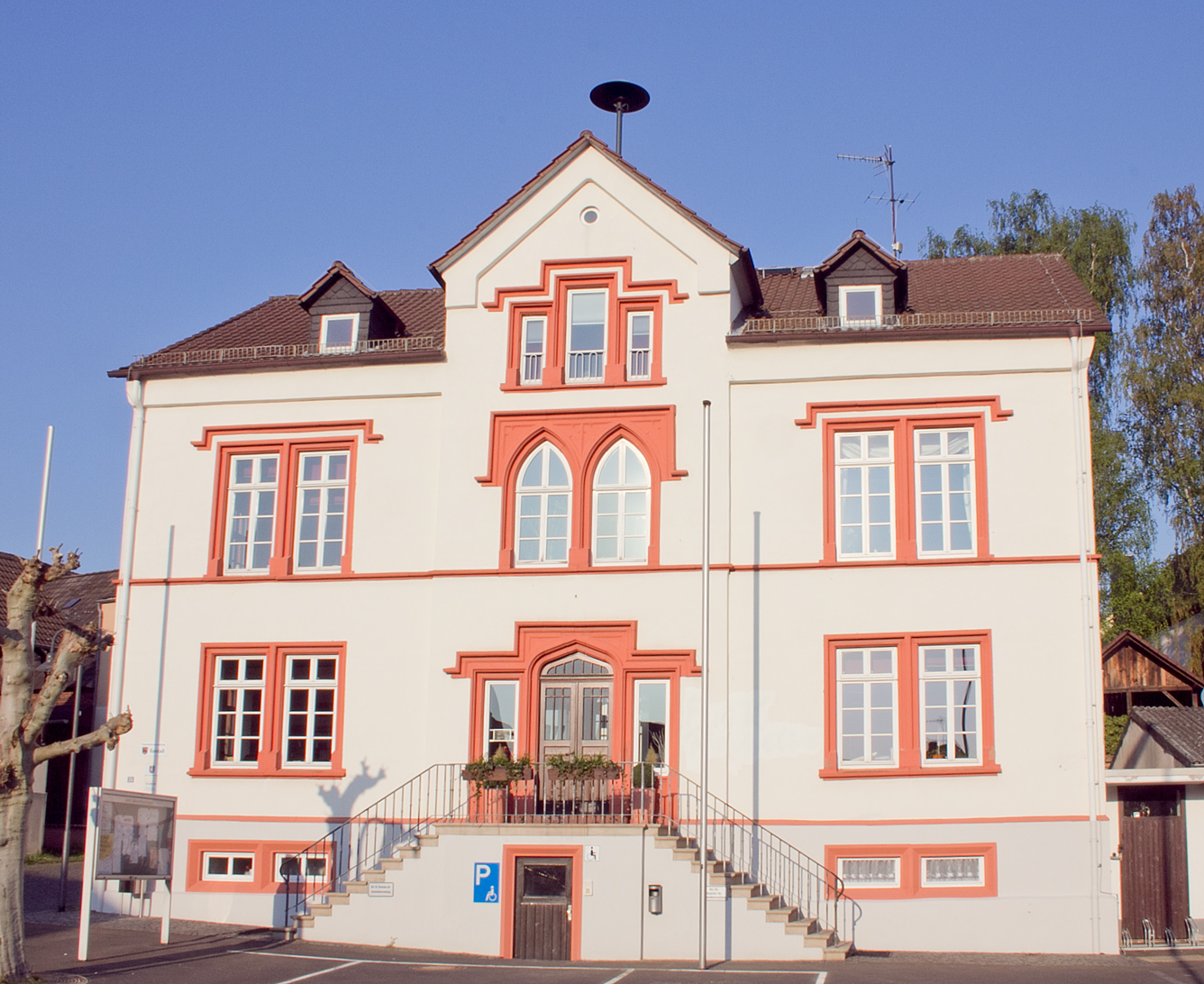
ランシュタットの町役場

### 議会
2011年3月27日の選挙以降、ランシュタットの町議会は 23議席で構成されている。

### 首長
ツェツィーリア・ライヒェルト・ディーツェル (SPD) が2009年からランシュタットの町長を務めている。2009年9月27日の選挙で彼女は 65.2 % の票を獲得して町長に選出された。この選挙の投票率は 83.0 % であった

### 紋章
この町の紋章は、1982年6月12日にヘッセン州内務省の認可を受けた。
図柄: 9回入れ替わる紅白のストライプ地に、ゆったりと歩む黒いシカ
現行の紋章は、歴史的な過去を考慮して、新たに制作されたものである。黒いシカはかつてランシュタットの領主であったシュトルベルク伯の紋章から採られた。このシカは、中世のランシュタットの紋章にもすでに見られる意匠である。シュトルベルク伯の紋章の金地に替わって用いられている紅白のストライプはヘッセン方伯やイーゼンブルク伯が治めた、現町内の他の地区を表している。
この紋章は、紋章研究家のハインツ・リットによってデザインされた。

## 経済と社会資本

### 交通
ランシュタットには、ラーン＝キンツィヒ鉄道の駅があり、ランシュタットをギーセンやゲルンハウゼンと結びつけている。列車を補完するものとして、ニッダ – ビューディンゲン – ゲルンハウゼンを結ぶ 374系統バスが朝と夕方に運行している。
ランシュタット駅では、バスがほぼ1時間ごとに、フリートベルク (FB-03, FB-04)、ニッダ (FB-18, FB-37)、オルテンベルク (FB-03) に向けて運行されている。これらのバス路線は町内すべての地区をバス網に結びつけている。

## 文化と見所

### 建築
- ネオゴシック様式の町役場（1875年）
- シュトルベルクの御料地、現在は SV ランシュタットのシュポルトハイム

### クラブ
- ドイツ自然保護協会 (NABU) ランシュタット・グループ

## 引用
1. ↑  Hessisches Statistisches Landesamt: Bevölkerung in Hessen am 31.12.2023 (Landkreise, kreisfreie Städte und Gemeinden, Einwohnerzahlen auf Grundlage des Zensus 2011)]
2. ↑  Statistisches Bundesamt (Hrsg.): Historisches Gemeindeverzeichnis für die Bundesrepublik Deutschland. Namens-, Grenz- und Schlüsselnummernänderungen bei Gemeinden, Kreisen und Regierungsbezirken vom 27. 5. 1970 bis 31. 12. 1982. W. Kohlhammer GmbH, Stuttgart und Mainz 1983, ISBN 3-17-003263-1, S. 352.
3. ↑  ヘッセン州統計局: 2011年3月27日のランシュタット町議会議員選挙結果（2015年7月23日 閲覧）
4. ↑  ヘッセン州統計局: 2009年9月27日のランシュタット町長選挙結果（2015年7月23日 閲覧）
5. ↑  Heraldry of the World - Ranstadt（2015年7月23日 閲覧）